# Eupleurogrammus muticus
Eupleurogrammus muticus és una espècie de peix pertanyent a la família dels triquiúrids.

## Descripció
- Pot arribar a fer 70 cm de llargària màxima (normalment, en fa 50).
- Cos molt allargat, comprimit i de color blau acerat amb reflexos metàl·lics (esdevé gris argentat després de mort).
- 3 espines i 140 radis tous a l'aleta dorsal.
- Aleta anal reduïda a espínules.
- Absència d'aleta caudal.
- La línia lateral corre gairebé en línia recta al llarg del mig del cos o lleugerament a prop del contorn ventral.[6][7][8]

## Alimentació
Menja una àmplia varietat de peixets, calamars i crustacis.

## Hàbitat
És un peix d'aigua marina i salabrosa (entra als estuaris), bentopelàgic i de clima tropical (27°N-1°S, 71°E-109°E), el qual viu fins als 80 m de fondària a les aigües costaneres. S'atansa a la superfície durant la nit.

## Distribució geogràfica
Es troba al golf Pèrsic, l'Índia, Sri Lanka, Malàisia, Indonèsia, el golf de Tailàndia, la Xina i el sud de la península de Corea.

## Observacions
És inofensiu per als humans i es comercialitza principalment assecat, en salaó i, de vegades, fresc barrejat amb altres triquiúrids.